# Tasty (Patti LaBelle)
| Recensione | Giudizio |
| ---------- | -------- |
| AllMusic   | [ 2 ]    |

Tasty è il secondo album solista pubblicato dalla cantante Patti LaBelle. Rispetto al suo album di debutto, uscito l'anno precedente, questo ebbe un successo più moderato, ma presenta la popolare Eyes in the Back of My Head, la canzone con influenze latine Teach Me Tonight (Me Gusta Tu Baile), la canzone di David Lasley I See Home (cantata un anno dopo da Tina Turner) e la ballata Little Girls. Eyes in the Back of My Head è diventata un successo internazionale raggiungendo la top 5 nella classifica dei singoli italiani. L'album contiene anche cover di brani di Boz Scaggs, The Drifters e Roy Hamilton, oltre a un paio di brani scritti dalla stessa LaBelle, tra cui Teach Me Tonight e Quiet Time. 

## Lista delle canzoni
1. "Save the Last Dance for Me" (Doc Pomus, Mort Shuman) (5:05)
2. "Monkey See Monkey Do" (Michael Franks) (5:12)
3. "Little Girls" (Allee Willis) (6:46)
4. "You Make It Hard to Say No" (Boz Scaggs) (5:35)
5. "Teach Me Tonight (Me Gusta Tu Baile)" (Armstead Edwards, James R. Budd Ellison, LaBelle) (5:21)
6. "Quiet Time" (Armstead Edwards, James R. Budd Ellison, LaBelle) (5:05)
7. "Don't Let Go" (Jesse Stone) (4:06)
8. "I See Home" (Allee Willis, David Lasley) (5:57)
9. "Eyes in the Back of My Head" (Pete Wingfield) (5:25)

Remaster del 2014
10. "Teach Me Tonight (Me Gusta Tu Baile)" (single version) (3:26)
11. "Little Girls" (single version) (3:58)
12. "Eyes in the Back of My Head" (12 Disco Version) (8:00)
13. "Save the Last Dance for Me" (12" Disco Version) (7:14)

## Formazione
- Patti LaBelle - voce solista
- Leo Nocentelli, Wah Wah Watson, Ray Parker Jr. - chitarra
- Eddie N. Watkins Jr., Pablo Tellez - basso
- James "Budd" Ellison, Richard Kermode - tastiere
- James Gadson, Ollie E. Brown, Leon "Ndugu" Chancler - batteria
- Andy Narell - tamburi d'acciaio
- Raul Rekow - congas
- Sheila Escovedo - timballi
- Julia Tillman Waters, Luther Waters, Maxine Willard Waters, Oren Waters, Carlos D. Aleman, Willie Colón - cori di sottofondo
- Al Bent - arrangiamenti in ottone
- Dale Warren - arrangiamenti orchestrali, direttore

## Classifiche settimanali
| Classifica (1978) | Posizione massima |
| ----------------- | ----------------- |
| Stati Uniti       | 129               |
| US R&B Albums     | 39                |